# 誼阿古
誼 阿古（よしみ あこ）は日本の小説家。ライトノベル作家。女性。関西在住。「クレイジーカンガルーの夏」でデビュー。

## 主な著作
全てGA文庫刊。
- クレイジーカンガルーの夏（イラスト：藤本みゆき、2006年11月）
- クレイジーフラミンゴの秋（イラスト：藤本みゆき、2007年02月）